# Сэмангым (водохранилище)
Сэмангым (кор. 새만금?, 새萬金?) — водохранилище на западном побережье Южной Кореи, в провинции Чолла-Пукто. Оно образовано одноимённой дамбой, являющейся крупнейшей в мире. Согласно проекту, после осушения 283 км² земель окончательная площадь водохранилища должна составить 110-118 км². Название «Сэмангым» было образовано посредством составления слога «Сэ», означающего «новый», и первых слогов слов «Мангёнган» и «Кимдже» (название равнины, окружающей эстуарий).
В водохранилище впадают крупные реки Тонджинган и Мангёнган. Ежегодно реки выносят в Сэмангым 6,4 млрд тон пресной воды (70 м³/с), 60 % этого приходится на сезон дождей. Общая площадь бассейна водохранилища составляет 3319 — 3300 км². Водосборный бассейн водохранилища имеет средний уклон в 0,1° и лежит на высоте 4-7 м над уровнем моря. Основные типы почвы — суглинок (51.6 %), илистый суглинок (25.8 %), песчаный суглинок (19.9 %). На 2019 год 24,5 % бассейна занимали леса, 14,1 % — сельскохозяйственные земли, 4,9 % — луга, 2,9 % — водная поверхность и болота, 51,1 % — городские территории, 1,1 % — промышленные и торговые объекты.

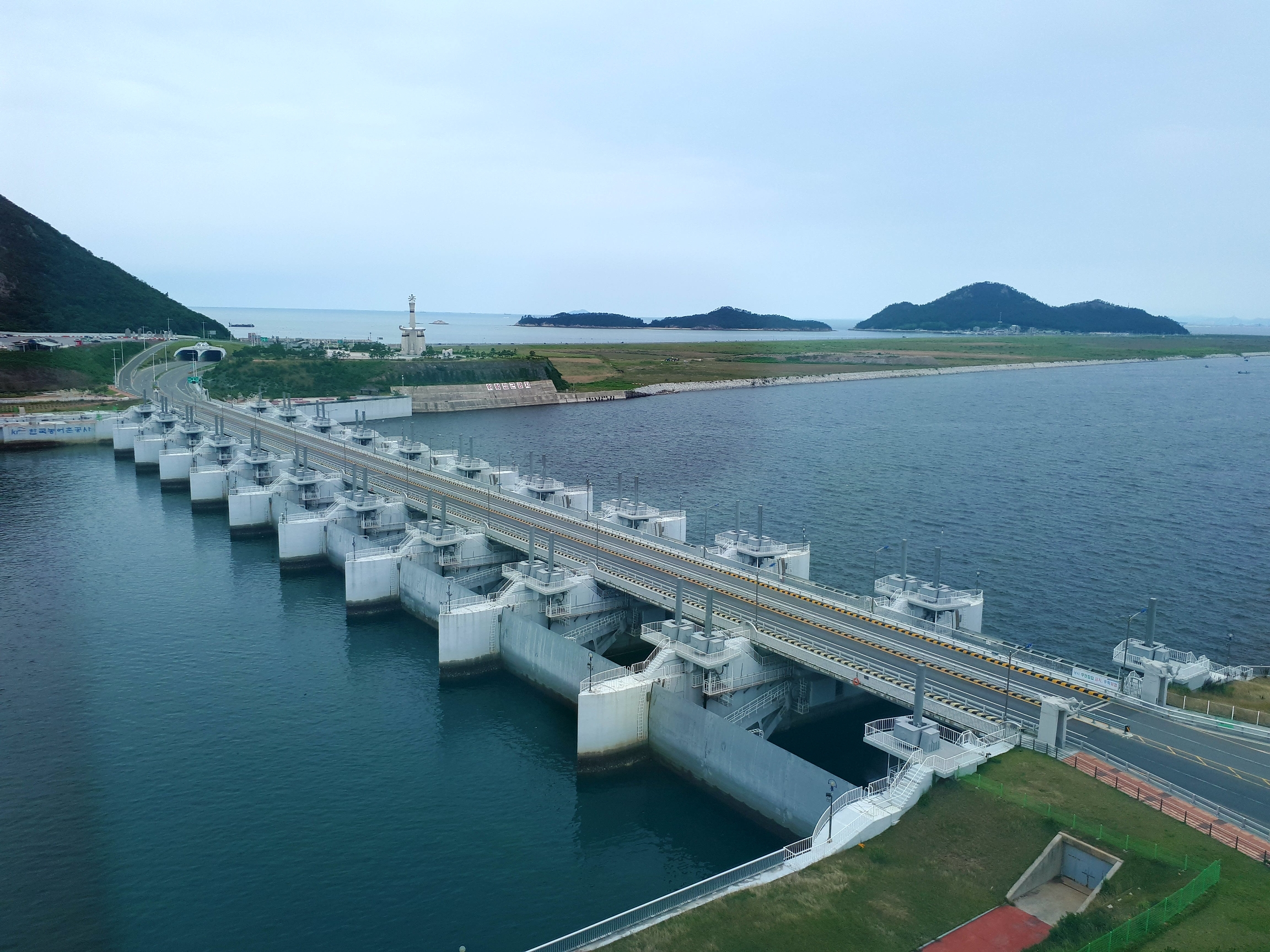
Шлюз Синси

В дамбе имеется несколько шлюзов для сообщения с морем. Шлюз Синси открывают на 150—200 дней в году для обмена воды с морем и улучшения качества воды в водохранилище. За раз шлюз пропускает около 95 млн кубометров воды.
Водохранилище отделено от сельскохозяйственных земель дамбой длиной в 62,1 км, защищающей их от затопления и наводнений.
В прошлом на месте водохранилища, в эстуарии Тонджингана и Мангёнгана, лежали ватты. Ватты занимали площадь около 233 км², их ширина составляла в некоторых местах более 5 км. Ранее реки выносили в ватты большое количество ила, пока на обеих не были построены плотины недалеко от устья. Эстуарий являлся частью полосы ваттов длиной в 1975 км, протянувшейся вдоль западного побережья Кореи. Он был одним из важнейших ваттов в Корее с точки зрения рыбных ресурсов, биоразнообразия и как место остановки перелётных птиц. Ежегодно эстуарий посещало около 300 тысяч птиц, а рыбной ловлей в данном районе занимались 20-30 тыс. человек.
После продовольственного кризиса в Корее в 1970-е годы власти приняли решение осушить многие прибрежные земли, включая эстуарий Мангёнгана-Тонджингана.
В 1991 году была начата реализация проекта Сэмангым, включавшего в себя возведение 33-километровой дамбы и осушение 283 км² земель, предназначавшихся для сельского хозяйства.
Водохранилище было создано, чтобы снабжать поля пресной водой. Ожидается, что с развитием сельского хозяйства усугубится загрязнение водохранилища и прилегающего к нему участка моря. Уже сегодня в водохранилище наблюдается эвтрофикация, усугубляющаяся падением солёности. Расходы на реализацию проекта составили более 22 триллионов вон, около половины которых выделило государство.
После возведения дамбы в данном районе перестали встречаться морские рыбы, а количество семейств рыб сократилось с 21 в 1989 до 10 в 2014 году. Рыбная ловля в водохранилище прекратилась, но продолжается ловля моллюсков. По сообщениям СМИ, в 2015 году из-за сильного загрязнения в водохранилище отсутствовала рыба.